# Мы собираемся вас съесть
«Мы собира́емся вас съесть» (кит. 地獄無門, букв. Преисподняя без дверей) — гонконгский фильм режиссёра Цуй Харка, вышедший в 1980 году.

## Сюжет
Тайный агент 999 гоняется за вором по имени Ролекс. Охота приводит агента в деревню, где жители регулярно похищают приезжих и съедают их. Несмотря на то, что людоедский ритуал был инициирован городским начальником, жители близки к восстанию против него, так как большая часть еды достаётся солдатам, а не сельчанам. Агент спасён от людоедов Ролексом, который захотел искупить свою прошлую карьеру. Вскоре после этого, Ролекс пойман начальником и съеден. Это заставляет агента бежать из деревни вместе с обретённой любовью по имени А Линь.

## В ролях
| Актёр         | Роль                    |
| ------------- | ----------------------- |
| Норман Чхёй   | агент 999               |
| Эдди Коу      | командир отряда охраны  |
| Хонь Куокчхой | странник в тёмных очках |
| Мишель Им     | Линь                    |
| Фун Фун       | священник               |
| Сань Куай     | сельский житель         |
| Мэлвин Вон    | Ролекс                  |
| Тоу Сиумин    | сельский житель         |

## Съёмочная группа
- Кинокомпания: Seasonal Film Corporation
- Продюсер: Ын Сиюнь
- Режиссёр: Цуй Харк
- Ассистенты режиссёра: Чю Сиуа, Чань Куоклён
- Постановка боёв: Кори Юнь[кит.], Чинь Ютсан
- Художник: Джонатан Тин
- Сценарий: Цуй Харк, Ситхоу Чёкхонь
- Композитор: Фрэнки Чань[кит.]
- Оператор: Лау Хунчхюнь, Ло Ваньсин
- Монтажёр: Пхунь Хун
- Грим: Коу Сиупин
- Дизайнер по костюмам: Лоу Сёйлинь

## Музыка
Бо́льшая часть саундтрека взята из классического фильма ужасов Дарио Ардженто «Суспирия».

## Кассовые сборы
«Мы собираемся вас съесть» собрал в прокате HK$ 1 054 986,50, заняв тем самым 113 место по гонконгским кассовым сборам за год (вышедший в том же году фильм Харка «Опасные контакты первой степени» разместился на 33 месте) и заработав меньшую кассу, чем первый фильм Харка «Бабочки-убийцы».